# Marsjańskie sferule

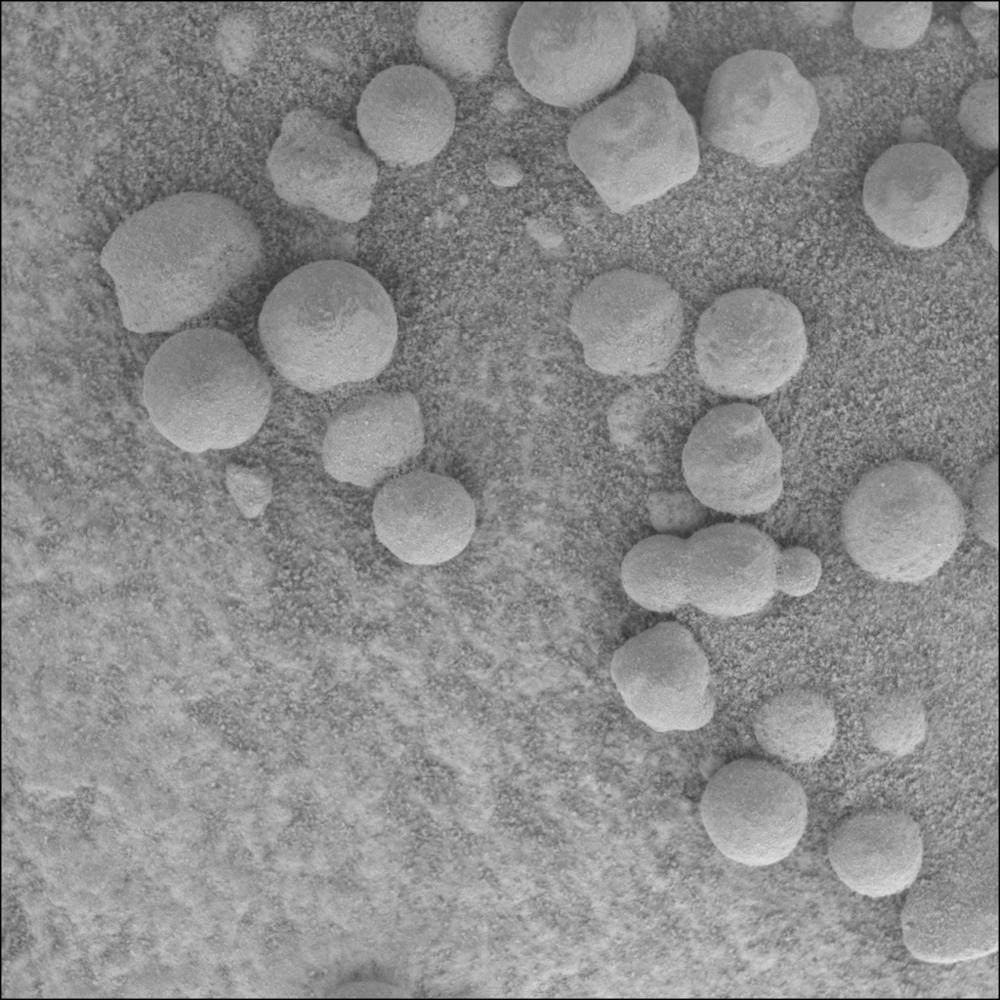
Zdjęcie sferul wykonane przez łazik Opportunity

Marsjańskie sferule (ang. martian spherules), także marsjańskie jagody (ang. martian blueberries) – kule utworzone z hematytu odkryte na Marsie przez łazik Opportunity na równinie Meridiani Planum.
Procesy geologiczne prowadzące do ich powstania nie są do końca znane. Jedna z hipotez mówi, że to ochłodzona w locie skała rozgrzana do postaci płynnej poprzez uderzenie meteorytu lub działalność wulkaniczną. Inna hipoteza mówi, że są to konkrecje powstałe z udziałem wody (powolne osadzanie się minerałów wokół jądra).